# Röben Tonbaustoffe
Die Röben Tonbaustoffe GmbH ist ein deutscher mittelständischer Hersteller von gebrannten Ziegeln und anderen Baustoffen. Die Unternehmenszentrale befindet sich in Zetel im Landkreis Friesland.

## Produktpalette
Das Produktsortiment umfasst Klinker sowie Klinkerriemchen, Verblender, Feinsteinzeug und Klinkerplatten, Tondachziegel, Pflasterklinker und Ziegelfertigteile.

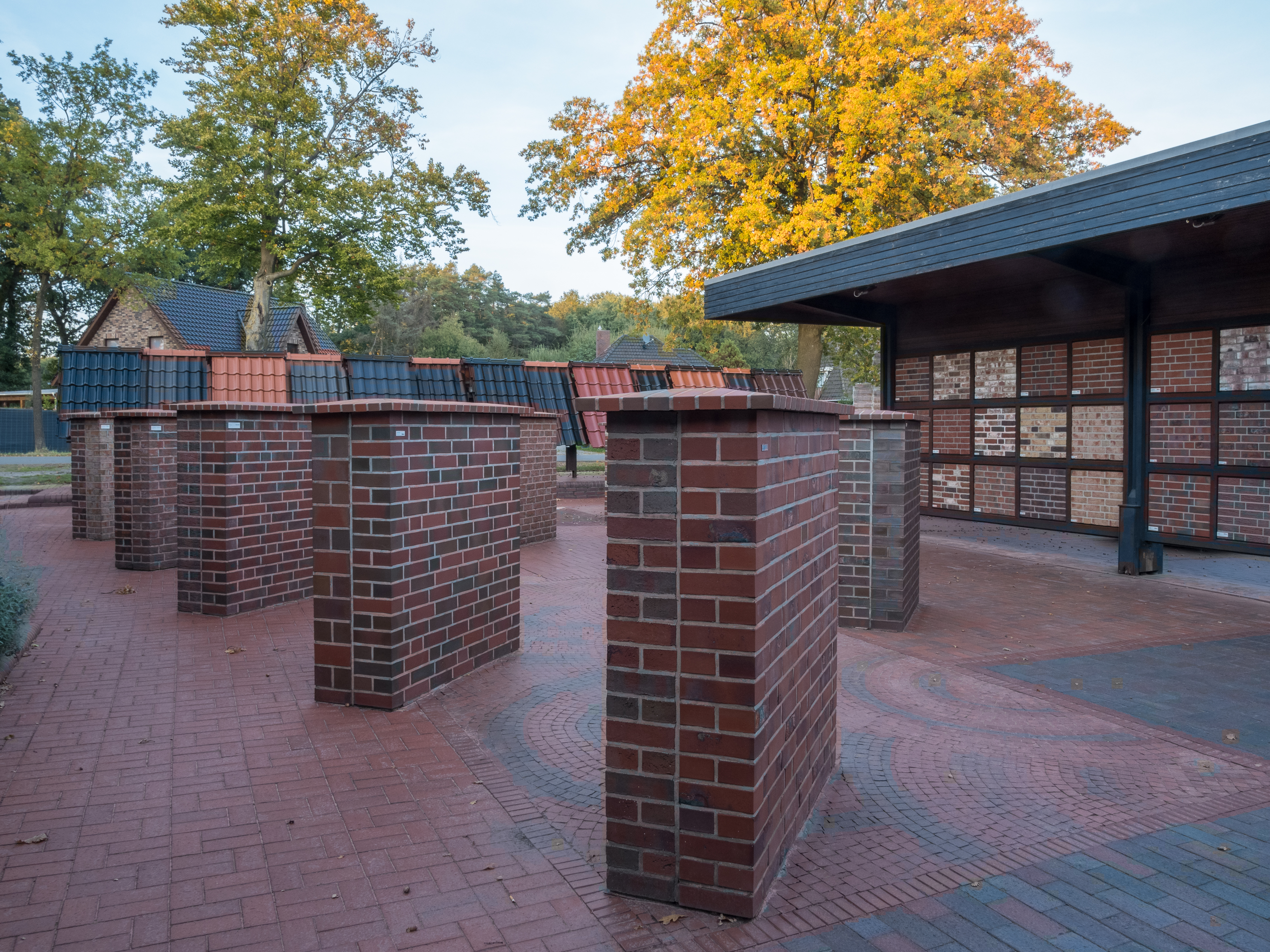
Muster-Ausstellung in Querenstede

## Standorte
Die deutschen Werke befinden sich in Niedersachsen (Klinker, Verblender, Feinsteinzeug), Nordrhein-Westfalen (Dachziegel) und Rheinland-Pfalz (Keramik-Klinker und Klinkerriemchen). Die Tochtergesellschaft Triangle Brick in North Carolina, Vereinigte Staaten, betreibt fünf Werke für Verblender; das neueste Werk wurde im Mai 2016 in Clay County in der Nähe von Henrietta, rund 150 Kilometer nordwestlich von Dallas in Betrieb genommen. Auch in Polen hat Röben ein Klinker- und zwei Dachziegelwerke in Neumarkt in Schlesien, Woiwodschaft Niederschlesien.